# Ҿ
Das Ҿ (Kleinbuchstabe ҿ) ist ein nichtslawischer Buchstabe des kyrillischen Alphabets, bestehend aus einem Ҽ mit Haken unten. Er wird in der abchasischen Sprache für den Laut tʂ' genutzt. 

## Zeichenkodierung
| Standard  | Standard    | Majuskel Ҿ                                           | Minuskel ҿ                                         |
| --------- | ----------- | ---------------------------------------------------- | -------------------------------------------------- |
| Unicode   | Codepoint   | U+04BE                                               | U+04BF                                             |
| Unicode   | Name        | CYRILLIC CAPITAL LETTER ABKHASIAN CHE WITH DESCENDER | CYRILLIC SMALL LETTER ABKHASIAN CHE WITH DESCENDER |
| UTF-8     | UTF-8       | D2 BE                                                | D2 BF                                              |
| XML/XHTML | dezimal     | &#1214;                                              | &#1215;                                            |
| XML/XHTML | hexadezimal | &#x04BE;                                             | &#x04BF;                                           |